# Katarzyna Węgrzyn
Katarzyna Węgrzyn (2001) is een Pools tafeltennisster. Ze speelt rechtshandig met de shakehandgreep.
Haar zus Anna Węgrzyn speelt ook tafeltennis op een hoog niveau.